# Алевади
Алевадите (на старогръцки: Ἀλευάδαι, Aleuadae) са тесалийски благороднически род в Лариса в Древна Гърция. 
Те владеят Лариса и околността на града. Според Аристотел (фрагменти 497) и Плутарх (mor. 492A-B), произлизат от митичния Алеф Червения (Aleuas), създател на политическия и военен ред на Тесалийския съюз. След това фамилни членове имат позицията tageia, най-главната служба в съюза. 
Според Херодот (7,6; 130; 9,58) представители на фамилията контактуват с Ксеркс I, за да го накарат да нападне Гърция. По време на Гръцко-персийските войни части от нея се бият на страната на персийците.
От 404 пр.н.е. политиката в Тесалия е определена с битки между Алевадите и настъпващите тирани на Фере. Филип II Македонски се намества в конфликта между 356 и 349 пр.н.е. и побеждава ферейците. След това той присъединява Антична Тесалия към Древна Македония и възлага на Алевадите ръководна роля в Тесалия.